# Gene Loves Jezebel
Gene Loves Jezebel é uma banda de rock formada em Londres no ano de 1981 pelos irmãos Michael e Jay Aston. Os outros integrantes da banda foram sendo recrutados e mudados conforme as afinidades e diferenças com os dois líderes.
Como resultado de uma disputa entre os irmãos Aston em 1997 e devido a ações legais, há atualmente duas formações da banda em atividade.

## História
A origem da banda remonta ao ano de 1980, quando os irmãos Aston se juntaram a Ian Hudson (guitarra) e, com apoio de uma caixa de ritmos, formam os Slav Arian. Quando esta formação viaja do sul do País de Gales para Londres, resolvem alterar o nome para Gene Loves Jezebel.
O primeiro álbum Promise foi lançado em 1983 e chegou ao #1 da parada independente inglesa.
O segundo álbum Immigrant chegou às lojas em 1985 e foi direto para o topo da parada independente, novamente. Diante deste sucesso, a banda resolveu que já era a hora de fazer uma turnê pelos Estados Unidos. Logo em seguida, o famoso selo musical Beggar's Banquet assinou um contrato com o grupo e o sucesso popular, finalmente, chegou para a banda.
O terceiro álbum Discover (1986) marca o sucesso da banda, chegando novamente ao topo da tabela independente. Tiveram uma boa promoção de divulgação por parte da gravadora, os clipes clássicos da músicas Desire e Sweetest thing tomaram a MTV de assalto e finalmente, a parada de sucessos. Na parada oficial da Inglaterra, a música Sweetest thing  chegou ao #75. O novo disco entrou direto no #1 da parada independente e fez muito sucesso nas famosas college radios americanas que tocavam o que existia de melhor em matéria de rock.
Em 1987, a banda lança o seu quarto álbum, The House of Dolls. O som da banda afasta-se do originalmente gótico, tornando-se progressivamente pop, o que leva Michael Aston a deixar o grupo, em 1989.
Os dois álbuns seguintes, Kiss of Life (1989) e Heavenly Bodies (1993), seriam de sucesso nas tabelas norte-americanas e europeias.
Michael Aston contrata novos músicos e continua utilizando o nome da banda, criando uma batalha na justiça sobre o dominio do nome, mesmo não sendo o verdadeiro Gene Loves Jezebel grava mais três álbuns de estúdio,Love Lies Bleeding(1999),Giving Up The Ghost (2001), e Exploding Girls (2003)
Já o verdadeiro Gene Loves Jezebel com os membros originais estão parados desde o álbum "VII" (1999), e programam um novo trabalho para o fim de 2008.
A batalha entre os irmãos sobre o domínio do nome GLJ ainda continua.[carece de fontes?]

## Discografia

### Álbuns
| Ano  | Título                                     | GBR | GBR Ind. | EUA |
| ---- | ------------------------------------------ | --- | -------- | --- |
| 1983 | Promise                                    | -   | 8        | -   |
| 1985 | Immigrant                                  | -   | -        | -   |
| 1986 | Discover                                   | 32  | -        | 155 |
| 1987 | The House of Dolls                         | 81  | -        | 108 |
| 1990 | Kiss of Life²                              | -   | -        | 123 |
| 1993 | Heavenly Bodies²                           | -   | -        | -   |
| 1995 | In the Afterglow (live)                    | -   | -        | -   |
| 1999 | VII²                                       | -   | -        | -   |
| 1999 | Love Lies Bleeding¹                        | -   | -        | -   |
| 2001 | Giving Up the Ghost¹                       | -   | -        | -   |
| 2002 | Accept No Substitute (Greatest Hits Live)² | -   | -        | -   |
| 2003 | Exploding Girls¹                           | 55  | -        | -   |
| 2003 | The Thornfield Sessions²                   | -   | -        | -   |
| 2004 | The Dog House Sessions                     | -   | -        | -   |
| 2006 | Anthology, Vols. 1-2²                      | -   | -        | -   |
| 2009 | Dead Sexy¹                                 | -   | -        | -   |
| 2017 | Dance Underwater²                          | -   | -        | -   |

### Singles
| Year | Title                          | GBR | GBR Ind. | EUA | Alt |
| ---- | ------------------------------ | --- | -------- | --- | --- |
| 1982 | "Shaving My Neck"              | -   | -        | -   | -   |
| 1983 | "Screaming / So Young"         | -   | 18       | -   | -   |
| 1983 | "Bruises"                      | -   | 7        | -   | -   |
| 1984 | "Influenza (relapse)"          | -   | 11       | -   | -   |
| 1984 | "Shame (Whole Heart Howl)"     | -   | 14       | -   | -   |
| 1985 | "The Cow"                      | -   | 9        | -   | -   |
| 1985 | "Desire"                       | -   | 4        | -   | -   |
| 1986 | "Sweetest Thing"               | 75  | -        | -   | -   |
| 1986 | "Heartache"                    | 71  | -        | -   | -   |
| 1986 | "Desire (Come and Get It)"     | 95  | -        | -   | -   |
| 1987 | "The Motion of Love"           | 56  | -        | -   | -   |
| 1987 | "Gorgeous"                     | 68  | -        | -   | -   |
| 1988 | "Every Door"                   | -   | -        | -   | -   |
| 1988 | "The Motion of Love"           | -   | -        | 87  | -   |
| 1990 | "Jealous"²                     | -   | -        | 68  | 1   |
| 1990 | "Tangled Up in You"²           | -   | -        | -   | -   |
| 1993 | "Josephina"²                   | -   | -        | -   | 18  |
| 1999 | Survive This EP (promocional)¹ | -   | -        | -   | -   |
| 2017 | "Summertime"²                  | -   | -        | -   | -   |

¹ Michael Aston's Gene Loves Jezebel
² Jay Aston's Gene Loves Jezebel